# Escort Boys
 (mars 2024).
Si vous disposez d'ouvrages ou d'articles de référence ou si vous connaissez des sites web de qualité traitant du thème abordé ici, merci de compléter l'article en donnant les références utiles à sa vérifiabilité et en les liant à la section « Notes et références ».
Escort Boys est une série télévisée française créée par Ruben Alves et diffusée sur Prime Video entre le 22 décembre 2023 et le 13 juin 2025.
Cette série met en avant le sujet de l'escorting masculin. Les faits sont inspirés de la série israélienne Johnny and the Knights of Galilee et se déroulent en France, en Camargue.

## Synopsis
Après la mort brutale de son père, Ben hérite du Domaine Belfort, un domaine apicole familial et devient tuteur légal de sa petite sœur Charly.
Avec ses amis Ludo et Zak, il a des projets mais est rattrapé par la réalité financière. Quand un quiproquo révèle que Mathias, ouvrier du domaine et ami de la bande, se prostitue pour arrondir les fins de mois, Charly convainc les garçons de créer un service d’Escorts dans la région…

## Distribution

### Acteurs principaux
- Guillaume Labbé : Benjamin "Ben" Belfort / « Lupin »
- Thibaut Evrard : Ludovic "Ludo" Fabre / « The Bear »
- Corentin Fila : Zakaria "Zak" Caron / « Titanic »
- Simon Ehrlacher : Mathias Sarda / « Le Joker »
- Marysole Fertard : Charlotte "Charly" Belfort, la petite sœur de Ben
- Nadia Roz : Nora Fabre, la femme de Ludo

### Acteurs récurrents
- Caterina Murino : Olga Sakiris
- Tatiana Gousseff : Mme Chouli
- Fleur Copin : Romane, l'ex de Ben
- Margot Bancilhon : Jeanne, la femme d'Olga (saison 2)
- Jean Franco : Paul Rouvier, l’associé d’Olga

### Invités

#### Saison 1
- Carole Bouquet : Catherine Vogel
- Baya Rehaz : Mylène
- Jean-Claude Baudracco : Cancan
- Rossy de Palma : Mimi
- Sarah Stern : Yaelle
- Pascale Arbillot : Béa
- Amanda Lear : Amanda
- Farida Rahouadj : Christine
- Ariane Pirie : la femme au Congrès
- Dominique Besnehard : l'agent de Ben
- Kelly Rutherford : Alicia Moore
- Zahia Dehar : Zahia
- Jade Phan-Gia : la femme au turban
- Virgile Bramly : l'homme candauliste
- Guillaume Mélanie : créatif 2
- Muriel Combeau : la cliente modeste

#### Saison 2
- Sandra Sisley : la cliente aux lèvres de feu
- Allanah Starr : Miss Allanah Starr
- Josiane Balasko : la cliente soudeur / plongeur
- Mina Kavani : la cliente gardian
- Cristiana Reali : Françoise Decartala
- Léopoldine Huygues : Marta
- Marin Judas-Bouissou : Karl Decartala
- Clara Morgane : Clara
- Thibault de Montalembert : Patrick Decartala
- Andy Gillet : Mr John, le majordome de Jane
- Marisa Berenson : Jane
- Jacques Bouanich : Antoine, le père de Mathias et Sam
- Afida Turner : la cliente High

## Production
En juin 2025, il est annoncé que la série n'aura pas de saison 3.

## Fiche technique
- Titre : Escort Boys
- Création : Ruben Alves
- Réalisation : Ruben Alves
- Assistant Réalisateur : Catherine Cambier
- Casting : Pierre-François Créancier
- Scénario : Ruben Alves et Yael Lebrati Attuil
- Décors : Christian Vallat
- Photographie : Antony Diaz
- Montage : Thibaut Damade et Ludovic Foucher
- Son : Antoine Brochu
- Costumes : Frédéric Cambier
- Musique : Guillaume Ferran
- Production : Myriam Gharbi de Vasselot et Charlotte Toledano-Detaille
- Sociétés de production : Mediawan Studios, Story Nation Productions et Oberkampf Productions
- Pays d'origine :  France
- Langue originale : français
- Format : couleur
- Genre : comédie dramatique
- Dates de première diffusion :
  - Prime Video : 22 décembre 2023
  - Télévision : 2 décembre 2024 sur TF1[2]

## Audiences

### Diffusion télévisuelle en France en 2024
En France, la série est diffusée les lundis à 22 h 10 sur TF1 par salves de trois épisodes les 2 et 9 décembre 2024.
| Épisode              | Diffusion             | Diffusion     | Audience moyenne          | Audience moyenne                       | Audience moyenne         | Audience moyenne | Réf.  |
| Épisode              | Jour                  | Horaire       | Nombre de téléspectateurs | Part de marché (sur les 4 ans et plus) | Part de marché (FRDA-50) | Classement       | Réf.  |
| -------------------- | --------------------- | ------------- | ------------------------- | -------------------------------------- | ------------------------ | ---------------- | ----- |
| 1                    | Lundi 2 décembre 2024 | 22:10 - 22:55 | 1 460 000                 | 9,1 %                                  | 15,3 %                   | 3e               | [ 3 ] |
| 2                    | Lundi 2 décembre 2024 | 22:55 - 23:50 | 830 000                   | 9,1 %                                  | 13,9 %                   | 2e               | [ 3 ] |
| 3                    | Lundi 2 décembre 2024 | 23:50 - 00:35 | 601 000                   | 12 %                                   | 16,6 %                   | 2e               | [ 3 ] |
| 4                    | Lundi 9 décembre 2024 | 22:10 - 22:55 |                           |                                        |                          |                  |       |
| 5                    | Lundi 9 décembre 2024 | 22:55 - 23:50 |                           |                                        |                          |                  |       |
| 6                    | Lundi 9 décembre 2024 | 23:50 - 00:40 |                           |                                        |                          |                  |       |
|                      |                       |               |                           |                                        |                          |                  |       |
| Moyenne de la saison |                       |               |                           |                                        |                          |                  |       |

- Les plus hauts chiffres d'audience
- Les plus bas chiffres d'audience